# Carbasí (localidad)
Carbasí es una localidad española del municipio de Argensola, perteneciente a la provincia de Barcelona, en la comunidad autónoma de Cataluña.

## Toponimia
El nombre del lugar puede aparecer referido con las variantes Carbesi y Carbasí.

## Historia
Hacia mediados del siglo XIX, el lugar, por entonces con ayuntamiento propio, tenía contabilizada una población de 69 habitantes. Aparece descrito en el quinto volumen del Diccionario geográfico-estadístico-histórico de España y sus posesiones de Ultramar de Pascual Madoz de la siguiente manera:

CARBESI: l. con ayunt. en la prov., aud. terr., c. g. de Barcelona (14 leg.), part. jud. de Igualada (3 1/2), dióc. de Vich. sit. en un monte estéril y pedregoso de cal y yeso, en la comarca de la Segarra alta, con buena ventilacion y clima muy frio. Tiene sobre 70 casas y 1 igl. parr. (San Bartolomé) servida por un cura de ingreso, de la que es aneja la de San Ginés de Porquerisas. El térm. confina con Monmaneu, Albanells, Bellmunt y Argensola; en él se encuentra en la carretera de Barcelona á Zaragoza, y cerca de la Panadella, una posada llamada del Violí; y en una altura, 1/4 leg. dist. del pueblo, la torre nombrada de Tolosa, que aunque antigua, está en buen uso. El terreno es de mala calidad. prod. trigo y vino inferior, y cria algun ganado y caza. pobl. 7 vec., 69 alm. cap. prod. 289,200: imp. 7,230.
(Madoz, 1846, p. 539)

En la actualidad pertenece al municipio de Argensola. En 2022, la entidad singular de población tenía empadronados 17 habitantes.

## Patrimonio
En el lugar hay una iglesia bajo la advocación de San Bartolomé.